# Nathy Peluso

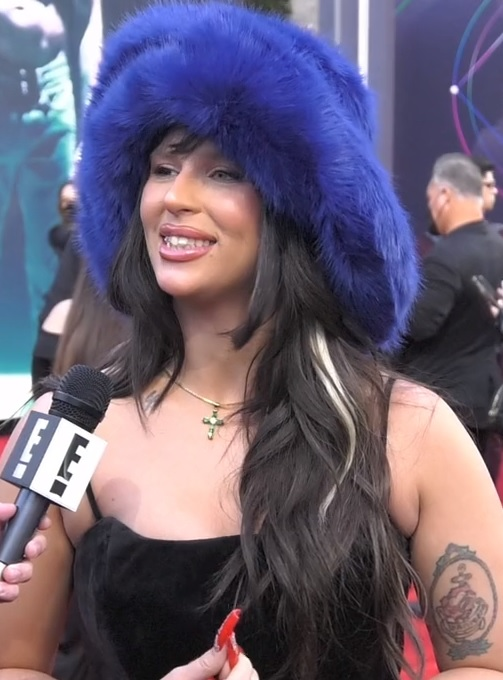
Nathy Peluso, 2021

Nathy Peluso (* 12. Januar 1995 in Luján, Argentinien; eigentlich Nathalia Beatriz Dora Peluso) ist eine argentinisch-spanische Rapperin und Sängerin. Ihren Durchbruch hatte sie 2020 mit ihrem Grammy-nominierten Album Calambre. Mit dem Song Ateo zusammen mit C. Tangana hatte sie im Jahr darauf einen Nummer-eins-Hit in Spanien.

## Biografie
Geboren und aufgewachsen ist Nathy Peluso in Argentinien in Luján, einer Kleinstadt westlich der Hauptstadt Buenos Aires. Als sie 11 Jahre alt war, wanderte sie mit ihrer Familie nach Spanien aus. Dort lebte sie in Murcia und Madrid und ging dort zur Schule.
Mit 22 Jahren veröffentlichte sie das Mixtape Esmeralda, in dem sie Hip-Hop mit Neo-Soul und Latin mischte. Es fand Widerhall in der Musikpresse und bereits 2018 schaffte sie mit ihrer sechs Songs umfassenden EP La sandunguera den Einstieg in die spanischen Charts.
Peluso unterschrieb danach einen Plattenvertrag mit Sony Music. Sie ging auf Tour über Spanien hinaus auch nach Europa und Südamerika und veröffentlichte eine Reihe von Singles, darunter gemeinsam mit dem Rapper Rels B den Song No se perdona, mit dem sie im April 2020 erstmals in die Singlecharts kam. Es dauerte bis zum Herbst, bis sie ihr erstes komplettes Album fertiggestellt hatte. Calambre erschien Anfang Oktober und stieg auf Platz 5 in die Albumcharts ein. Das Album war auch international erfolgreich und brachte ihr eine Nominierung für einen US-amerikanischen Grammy Award in der Kategorie Latin Rock/Alternative.
Es folgte ein Auftritt mit Bizarrap in dessen erfolgreicher Sessions-Reihe und zwei weitere Chartsingles, bevor sie im Oktober 2021 den Song Ateo mit Rapper C. Tangana aufnahm und veröffentlichte. Damit schaffte sie den Sprung auf Platz 1 der spanischen Charts.
Am 24. Mai 2024 erschien ihr zweites Album GRASA.

## Diskografie

### Alben
| Jahr | Titel          | Höchstplatzierung, Gesamtwochen, AuszeichnungChartsChartplatzierungen (Jahr, Titel, Platzierungen, Wochen, Auszeichnungen, Anmerkungen) | Anmerkungen                            |
| Jahr | Titel          | ES | Anmerkungen                            |
| ---- | -------------- | --- | -------------------------------------- |
| 2018 | La sandunguera | ES28 (3 Wo.)ES | Erstveröffentlichung: 6. April 2018 EP |
| 2020 | Calambre       | ES5 Gold · (71 Wo.)ES | Erstveröffentlichung: 2. Oktober 2020  |
| 2024 | Grasa          | ES9 (28 Wo.)ES | Erstveröffentlichung: 24. Mai 2024     |

Weitere Alben
- 2017: Esmeralda (Mixtape)

### Singles
| Jahr | Titel Album                      | Höchstplatzierung, Gesamtwochen, AuszeichnungChartsChartplatzierungen (Jahr, Titel, Album, Platzierungen, Wochen, Auszeichnungen, Anmerkungen) | Anmerkungen                                            |
| Jahr | Titel Album                      | ES | Anmerkungen                                            |
| ---- | -------------------------------- | --- | ------------------------------------------------------ |
| 2020 | No se perdona –                  | ES64 Gold · (1 Wo.)ES | Erstveröffentlichung: 2. April 2020 mit Rels B         |
| 2020 | Bzrp Music Sessions, Vol. 36 –   | ES11 ×3Dreifachplatin · (23 Wo.)ES | Erstveröffentlichung: 27. November 2020 mit Bizarrap   |
| 2021 | Delito Calambre                  | ES30 Platin · (11 Wo.)ES | Erstveröffentlichung: 18. Januar 2021                  |
| 2021 | Mafiosa –                        | ES89 Platin · (2 Wo.)ES | Erstveröffentlichung: 7. Juli 2021                     |
| 2021 | Ateo El Madrileño (La Sobremesa) | ES1 ×7Siebenfachplatin · (75 Wo.)ES | Erstveröffentlichung: 7. Oktober 2021 mit C. Tangana   |
| 2021 | Vivir así es morir de amor –     | ES36 Platin · (8 Wo.)ES | Erstveröffentlichung: 10. Dezember 2021                |
| 2022 | Emergencia –                     | ES55 Gold · (2 Wo.)ES | Erstveröffentlichung: 18. Februar 2022                 |
| 2023 | Tonta –                          | ES83 (1 Wo.)ES | Erstveröffentlichung: 21. April 2023                   |
| 2023 | Salvaje –                        | ES70 (1 Wo.)ES | Erstveröffentlichung: 13. Juli 2023                    |
| 2023 | Ella tiene –                     | ES50 Gold · (2 Wo.)ES | Erstveröffentlichung: 15. September 2023 mit Tiago PZK |
| 2025 | Erotika –                        | ES75 (1 Wo.)ES | Erstveröffentlichung: 5. März 2025                     |

Weitere Singles
- 2017: Corashe
- 2018: La sandunguera (ES: Gold)
- 2018: Estoy triste
- 2019: Natikillah
- 2019: Copa glasé
- 2020: Business Woman
- 2020: Buenos Aires (ES: Gold)
- 2020: Sana sana (ES: Gold)
- 2021: Puro veneno (ES: Gold)

### Gastbeiträge
| Jahr | Titel Album                | Höchstplatzierung, Gesamtwochen, AuszeichnungChartsChartplatzierungen (Jahr, Titel, Album, Platzierungen, Wochen, Auszeichnungen, Anmerkungen) | Anmerkungen                                                                                          |
| Jahr | Titel Album                | ES | Anmerkungen                                                                                          |
| ---- | -------------------------- | --- | --- |
| 2021 | Pa’ mis muchachas Aguilera | ES68 (1 Wo.)ES | Erstveröffentlichung: 22. Oktober 2021 Christina Aguilera feat. Becky G, Nicki Nicole & Nathy Peluso |
| 2024 | Jet_Set.mp3 .mp3           | ES58 (1 Wo.)ES | Erstveröffentlichung: 11. Januar 2024 Emilia feat. Nathy Peluso                                      |

## Auszeichnungen für Musikverkäufe
| Goldene Schallplatte - Mexiko - 2023: für die Single Ateo - 2024: für die Single Sana sana - Spanien - 2024: für das Lied Gato malo - Vereinigte Staaten - 2021: für das Lied Gato malo - 2022: für die Single Ateo | Platin-Schallplatte - Mexiko - 2023: für die Single No Se Perdona - Vereinigte Staaten - 2022: für die Single Pa’ mis muchachas |

Anmerkung: Auszeichnungen in Ländern aus den Charttabellen bzw. Chartboxen sind in ebendiesen zu finden.
| Land/RegionAuszeichnungen für Musikverkäufe (Land/Region, Auszeichnungen, Verkäufe, Quellen) | Gold       | Platin       | Verkäufe  | Quellen             |
| -------------------------------------------------------------------------------------------- | ---------- | ------------ | --------- | ------------------- |
| Mexiko (AMPROFON)                                                                            | 2× Gold2   | Platin1      | 160.000   | amprofon.com.mx     |
| Spanien (Promusicae)                                                                         | 9× Gold9   | 13× Platin13 | 1.000.000 | elportaldemusica.es |
| Vereinigte Staaten (RIAA)                                                                    | 2× Gold2   | Platin1      | 120.000   | riaa.com            |
| Insgesamt                                                                                    | 13× Gold13 | 15× Platin15 |           |                     |